# Calista Flockhart
Calista Kay Flockhart (Freeport, 11 novembre 1964) è un'attrice statunitense.
È nota per aver interpretato Ally McBeal nella serie cult Ally McBeal (1997-2002), per la quale ha vinto un Golden Globe e uno Screen Actors Guild Award ed è stata candidata tre volte al Premio Emmy. Dal 2006 al 2011, ha interpretato Kitty Walker nella serie televisiva Brothers & Sisters - Segreti di famiglia, tra il 2015 e il 2021 interpreta Cat Grant nella serie Supergirl e nel 2024 è tra i protagonisti della seconda stagione della serie antologica Feud: Capote Vs. The Swans. Sul grande schermo è nota per i ruoli in Piume di struzzo (1996), Sogno di una notte di mezza estate (1999) e Le cose che so di lei (2000).

## Biografia
È figlia di Kay Calista, un'insegnante di inglese, e Ronald Flockhart (1932-2020), un dirigente di Kraft Foods. I suoi genitori si trasferirono a Morristown, nel Tennessee, dove Ronald visse fino alla sua morte e Kay continua a risiedere. La madre, nello scegliere il nome per la figlia, semplicemente invertì l'ordine dei propri nomi. Da bambina la Flockhart scrisse un'opera teatrale, Toyland, che recitò durante una cena.
Successivamente studia recitazione alla Rutgers University, nel New Jersey. Dopo essersi laureata, lavora in vari teatri nelle contee di Cleveland, Louisville, Chicago e Houston. Dopo tre anni arriva a Broadway dove interpreta Laura in The Glass Menagerie di Tennessee Williams, per il quale riceve svariate candidature a diversi premi teatrali.
Il ruolo da protagonista nella serie televisiva Ally McBeal dà a Calista notorietà internazionale e le fa guadagnare cinque candidature consecutive al Golden Globe e una vittoria nel 1998. Dopo alcune lavorazioni cinematografiche di modesto successo, nel 2006 torna di nuovo protagonista in TV con la serie drammatica Brothers & Sisters - Segreti di famiglia. 
Dal 2015 è nel cast della serie fantascientifica Supergirl interpretando il personaggio di Cat Grant.

## Vita privata
Ha un fratello maggiore, Gary.
Dal 2002 è legata sentimentalmente all'attore Harrison Ford, che ha sposato il 15 giugno 2010 in Nuovo Messico; a ufficializzare l'unione è stato il governatore dello Stato, Bill Richardson.

## Filmografia

### Cinema

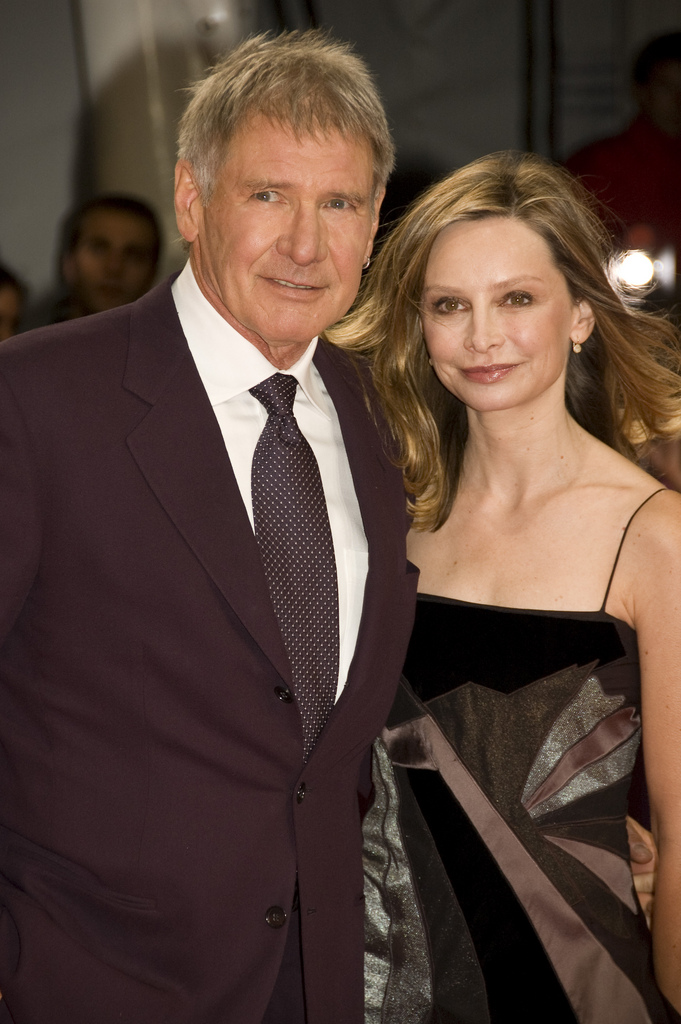
Calista Flockhart con il marito Harrison Ford nel 2009

- Vado a vivere a New York (Naked in New York), regia di Daniel Algrant (1993)
- Getting In, regia di Doug Liman (1994)
- Quiz Show, regia di Robert Redford (1994)
- Pictures of Baby Jane Doe, regia di Paul Peditto (1995)
- Drunks, regia di Peter Cohn (1995)
- Piume di struzzo (The Birdcage), regia di Mike Nichols (1996)
- Un pacco sospetto (Milk & Money), regia di Michael Bergmann (1996)
- Telling Lies in America - Un mito da infrangere, regia di Guy Ferland (1997)
- Sogno di una notte di mezza estate (A Midsummer Night's Dream), regia di Michael Hoffman (1999)
- Le cose che so di lei (Things You Can Tell Just by Looking at Her), regia di Rodrigo García (2000)
- Last Shot (The Last Shot), regia di Jeff Nathanson (2004)
- Fragile - A Ghost Story (Frágiles), regia di Jaume Balagueró (2005)

### Televisione
- Sentieri (Guiding Light) – soap opera (1989)
- Ally McBeal – serie TV, 112 episodi (1997-2002)
- The Practice - Professione avvocati (The Practice) – serie TV, episodio 2x26 (1998)
- Bash: Latter-Day Plays – film TV (2001)
- Brothers & Sisters - Segreti di famiglia (Brothers & Sisters) – serie TV, 109 episodi (2006-2011)
- Supergirl – serie TV, 27 episodi (2015-2021)
- Feud – serie TV (2024)

## Riconoscimenti
- Golden Globe
  - 1998 – Miglior attrice in una serie commedia o musicale per Ally McBeal
  - 1999 – Candidatura per la miglior attrice in una serie commedia o musicale per Ally McBeal
  - 2000 – Candidatura per la miglior attrice in una serie commedia o musicale per Ally McBeal
  - 2001 – Candidatura per la miglior attrice in una serie commedia o musicale per Ally McBeal
  - 2002 – Candidatura per la miglior attrice in una serie commedia o musicale per Ally McBeal
- Premio Emmy
  - 1998 - Candidatura per la migliore attrice in una serie commedia per Ally McBeal
  - 1999 - Candidatura per la migliore attrice in una serie commedia per Ally McBeal
  - 2001 - Candidatura per la migliore attrice in una serie commedia per Ally McBeal
- Screen Actors Guild Award
  - 1998 - Candidatura per la migliore attrice in una serie commedia per Ally McBeal
  - 1998 - Candidatura per il miglior cast in una serie commedia per Ally McBeal
  - 1999 - Candidatura per la migliore attrice in una serie commedia per Ally McBeal
  - 1999 - Miglior cast in una serie commedia per Ally McBeal
  - 2000 - Candidatura per la migliore attrice in una serie commedia per Ally McBeal
  - 2000 - Candidatura per il miglior cast in una serie commedia per Ally McBeal
  - 2001 - Candidatura per la migliore attrice in una serie commedia per Ally McBeal
  - 2001 - Candidatura per il miglior cast in una serie commedia per Ally McBeal

## Doppiatrici italiane
- Cristina Boraschi in Ally McBeal (trasmissioni in Italia), Brothers & Sisters - Segreti di famiglia, Feud
- Maura Cenciarelli in The Practice - Professione avvocati
- Elda Olivieri in Ally McBeal (trasmissioni in Svizzera)
- Federica De Bortoli in Telling Lies in America - Un mito da infrangere
- Chiara Colizzi in Le cose che so di lei, Fragile
- Giò Giò Rapattoni in The Last Shot
- Francesca Fiorentini in Sogno di una notte di mezza estate
- Barbara De Bortoli in Piume di struzzo
- Laura Lenghi in Lifestories - Famiglie in crisi
- Alessandra Korompay in Supergirl